# Johannes Nikel
Johannes Nikel (ur. 18 października 1863 w Żorach, zm. 28 czerwca 1924 we Wrocławiu) - duchowny katolicki, biblista.
Johannes Nikel studiował teologię i języki orientalne we Wrocławiu (1881-1884) i w Würzburgu (1884-1890). W Würzburgu napisał też swoją pracę doktorską Nauka Starego Testamentu o Cherubinach i Serafinach, która została wydana w 1890 roku we Wrocławiu.
Święcenia kapłańskie otrzymał 26 czerwca 1886 we Wrocławiu.
W latach 1886–1890 pracował jako wikary w Oleśnicy, a potem w Chorzowie.
W latach 1890–1897 pracował jako gimnazjalny katecheta w Głubczycach, Nysie i Wrocławiu.
W 1897 zaczął pracę jako docent egzegezy (dział nauk biblijnych) na Uniwersytecie Wrocławskim.
W 1907 roku został powołany na konsultanta Papieskiej Komisji Biblijnej.
W 1913 został kanonikiem, a w 1921 prepozytem kapituły katedralnej.
W latach 1914–1921 był przewodniczącym Śląskiego Związku Św. Bonifacego.
Johannes Nikel zajmował się także sprawami społecznymi. Był niewątpliwym ekspertem w wybranych przez siebie dziedzinach - Starym Testamencie oraz problemach społecznych. Dowodzą tego liczne publikacje, które często do dziś nie straciły wartości.
Przez całe życie pracował nad dopasowaniem naukowych wyników współczesnej egzegezy do Nauki Kościoła Katolickiego.

## Publikacje
- Nauka Starego Testamentu o Cherubinach i Serafinach, 1890 Würzburg
- Pogańskie narody starożytności i ich nastawienie do obcych religii, 1891
- Tolerancja religijna starożytnych ludów pogańskich, 1891
- Prawo społeczne Niemieckiej Rzeszy w minionej dekadzie, 1891
- Polityka socjalna i ruchy społeczne starożytności, 1892
- Monoteizm Izraela z czasów przedbabilońskich, 1893
- Ogólna historia kultury, 1895
- Dzieło historyczne Herodota w świetle asyrologii, 1896
- Herodot a badania pisma klinowego, 1896
- Odtworzenie żydowskiej wspólnoty po okresie babilońskim, 1900
- Prawa Rzeszy o ubezpieczeniach chorobowych, wypadkowych i inwalidzkich, 1901
- Biblia a Babel, 1903
- Księga Rodzaju a badania pisma klinowego, 1903
- Nowe źródła najstarszej historii żydowskiej diaspory, 1906
- Biblijne pytania naszych czasów, 1908 Münster
- Stare i nowe ataki na Stary Testament, 1908
- Wiarygodność Starego Testamentu w świetle Bożej inspiracji, 1908
- Źródło starotestamentalnej wiary w Boga, 1908

Stary Testament w świetle badań starożytności orientalnej:
- Biblijna prehistoria, 1909
- Mojżesz i jego dzieło, 1909
- Historia Izraela od Jozuego do końca wędrówki, 1910
- Historia Patiarchów, 1912
- Historia Izraela od Egiptu do Chrystusa, 1916
- Rozprawy starotestamentowe, 1909 Münster
- Historyczny charakter Księgi Rodzaju, 1909
- Stary Testament a porównywalna historia religii, 1911
- Stary Testament a miłość bliźniego, 1913
- Używanie Starego Testamentu w kazaniu, 1913
- List do Hebrajczyków, 1914
- Wprowadzenie do Starego Testamentu, 1917
- Starotestamentowe kazania, 1917 Paderborn
- Nowy tekst Ninkarrak, 1918
- Wybór starotestamentowych tekstów, 1919
- Biblijna archeologia, 1919